# (2808) Belgrano
(2808) Belgrano es un asteroide perteneciente al cinturón de asteroides descubierto por el equipo del Observatorio Félix Aguilar el 23 de abril de 1976 desde el observatorio de El Leoncito, Argentina.

## Designación y nombre
Belgrano fue designado inicialmente como 1976 HS.
Posteriormente, en 1990, se nombró en honor del militar rioplatense Manuel Belgrano (1770-1820), creador de la bandera de la Argentina.

## Características orbitales
Belgrano está situado a una distancia media de 3,009 ua del Sol, pudiendo acercarse hasta 2,77 ua y alejarse hasta 3,248 ua. Su excentricidad es 0,07946 y la inclinación orbital 8,951 grados. Emplea 1906 días en completar una órbita alrededor del Sol.

## Características físicas
La magnitud absoluta de Belgrano es 11,3.